# 努斯特拉塞尼奧拉 (委內瑞拉)

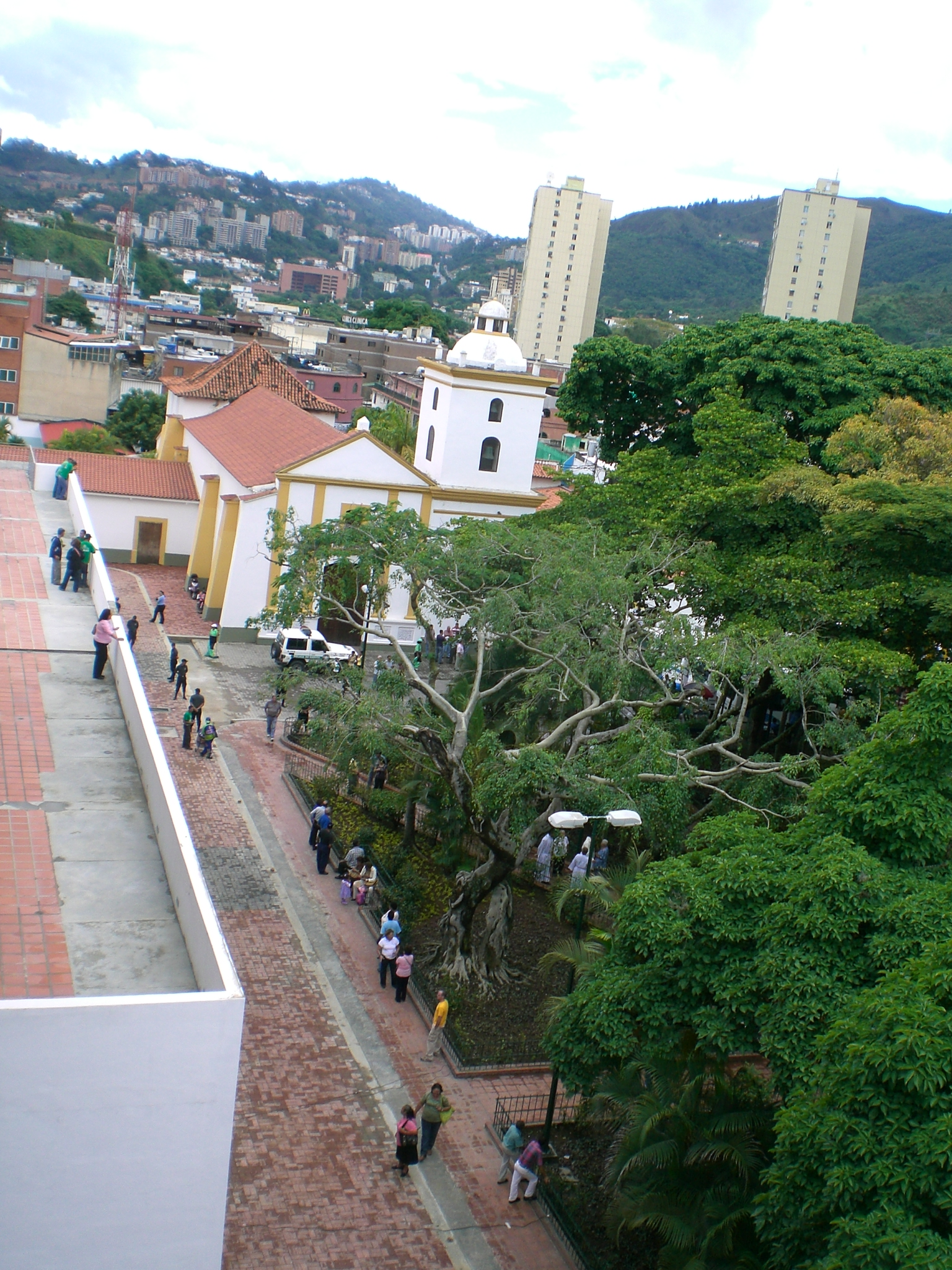

努斯特拉塞尼奧拉（西班牙語：Nuestra Señora del Rosario de Baruta），是委內瑞拉的城鎮，位於該國北部米蘭達州，是巴魯塔市的首府，始建於1620年8月16日，該城鎮海拔高度880米，1990年人口182,941。